# Pachykálamos
Pachykálamos är en ort i Grekland.   Den ligger i prefekturen Nomós Ártas och regionen Epirus, i den centrala delen av landet, 260 km nordväst om huvudstaden Aten. Pachykálamos ligger 5 meter över havet och antalet invånare är 619.
Terrängen runt Pachykálamos är platt åt sydväst, men åt nordost är den kuperad. Runt Pachykálamos är det ganska tätbefolkat, med 67 invånare per kvadratkilometer. Närmaste större samhälle är Arta, 8,9 km norr om Pachykálamos. Omgivningarna runt Pachykálamos är en mosaik av jordbruksmark och naturlig växtlighet.